# 電話答錄機

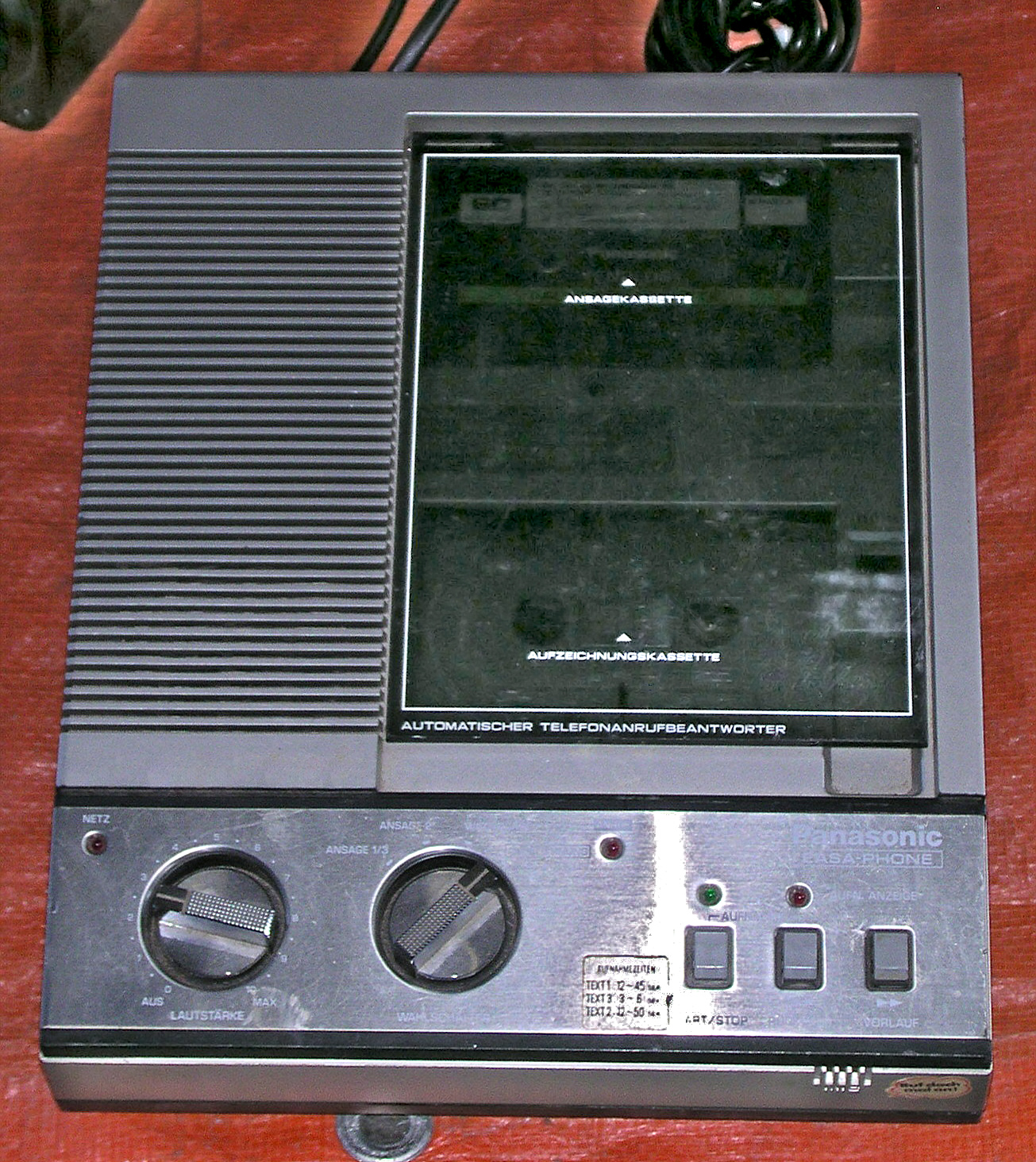
Panasonic早期答錄機

電話答錄機是一種串接於電話上的錄音裝置，在響鈴過久無人接聽時來電者可以在聽完一段預錄接待語後錄下留言，待主人事後聽取，早期以磁帶錄音機當載體，近年已經發展成無磁帶式微電腦化裝置。
最早期的答錄機概念機由Valdemar Poulsen於1898年發明，非常原始且效率不彰，但開拓了一種概念。 AT&T與貝爾實驗室在1935年開發了以磁帶錄音為主的較有效機體，但體積較大，提供給特殊企業用戶使用，首個大規模商業化機體Tel-Magnet於1949年在美國出現。
之後資訊業發達，企業用的語音信箱開始普及，都改以電腦語音卡與電話介接、以硬碟為載體，也多與電話自動總機整合於一機，有些還能與傳真整合。
21世紀後行動電話一日千里，手機上的電話留言多數已經由電信服務商免費提供，每個用戶於數據總機房有一個定量的硬碟存储空間，未接來電者留言存於其中，用戶以自己門號撥打特定號碼就能聽取存储的留言，很多智能手機只要裝載APP還能將留言再次轉錄存於自己的手機記憶卡中。